# عین ملیله
عین ملیله (به عربی: عين مليلة) یک شهرداری در الجزایر است که در استان ام‌البواقی واقع شده‌است.
 عین ملیله  ۶۹٬۷۹۸ نفر جمعیت دارد.